# Pelonomi Venson-Moitoi
Pelonomi Venson-Moitoi là một nhà báo và chính trị gia người Botswana, từng giữ chức Bộ trưởng Bộ Ngoại giao Botswana từ năm 2014 đến tháng 12 năm 2018. Bà được bổ nhiệm vào Quốc hội Botswana năm 1999 với tư cách là một trong bốn thành viên được lựa chọn đặc biệt và được bầu lại trong cuộc tổng tuyển cử năm 2004.
Venson-Moitoi là Bộ trưởng Bộ Công trình, Giao thông và Truyền thông từ năm 2001 đến năm 2002 và Bộ trưởng Thương mại, Công nghiệp, Động vật hoang dã và Du lịch từ năm 2002 đến năm 2004. Bà được bổ nhiệm làm Bộ trưởng Bộ Truyền thông, Khoa học và Công nghệ năm 2004. Trong nội các năm 2009, Venson-Moitoi được bổ nhiệm làm Bộ trưởng Bộ Truyền thông, Khoa học và Công nghệ, và sau đó, cô được bổ nhiệm làm Bộ trưởng Bộ Giáo dục.
Vào ngày 17 tháng 12 năm 2018, Venson-Moitoi tuyên bố rằng bà sẽ tranh cử chức chủ tịch đảng. Tổng thống Mokgweetsi Masisi đã sa thải bà khỏi Nội các ngay ngày hôm sau.
Vào ngày 5 tháng 4 năm 2019, bà đã viết một lá thư cho Tổng thư ký của Đảng Dân chủ Botswana nói rằng bà đã rút khỏi cuộc bầu cử tổng thống, cho rằng cuộc bầu cử đã "gian lận ngay từ đầu". Ngày hôm trước, Tòa án Tối cao đã ra phán quyết chống lại yêu cầu của bà ấy để hoãn đại hội tự chọn, đồng ý với các luật sư đối lập rằng bà ấy đã không chứng minh được nếu công dân của bà ấy là do sinh ra hay hạ xuống. Ứng cử viên của bà đã được cựu Tổng thống Ian Khama ủng hộ, người đã đánh sập đảng cầm quyền, cáo buộc họ "gian lận, không khoan dung và đe dọa".